# Quảng Sơn, Hải Hà
Quảng Sơn là xã thuộc huyện Hải Hà, tỉnh Quảng Ninh, Việt Nam.

## Địa lí
Xã Quảng Sơn nằm ở phía tây bắc của huyện Hải Hà, thượng nguồn sông Hà Cối, có vị trí địa lý:
- Phía đông giáp các xã Quảng Đức, Quảng Thành và Quảng Thịnh, huyện Hải Hà.
- Phía nam giáp các xã Quảng Long và Đường Hoa, huyện Hải Hà.
- Phía tây giáp xã Quảng Lâm, huyện Đầm Hà và các xã Húc Động, Hoành Mô, Đồng Văn, huyện Bình Liêu.
- Phía bắc giáp Trung Quốc.

Xã Quảng Sơn có đường vành đai biên giới dài 6,4 km giáp Trung Quốc. 
Xã Quảng Sơn có hồ Chúc Bài Sơn là điểm thu hút khách du lịch.
Xã Quảng Sơn có đường cao tốc Hải Phòng - Móng Cái chạy qua với chiều dài gần 2,5 km và có một số đường địa phương.  

## Lịch sử
Xã Quảng Sơn trước đây là xã Chúc Bài Sơn, thuộc huyện Hà Cối, tỉnh Quảng Ninh. Ngày 16 tháng 1 năm 1979, Hội đồng Chính phủ ban hành Quyết định 17-CP quyết định đổi tên xã Chúc Bài Sơn thành xã Quảng Sơn .
Năm 2001, sau khi tách huyện Quảng Hà thành hai huyện Đầm Hà và Hải Hà, xã Quảng Sơn thuộc huyện Hải Hà mới tái lập.